# キャプティブポータル

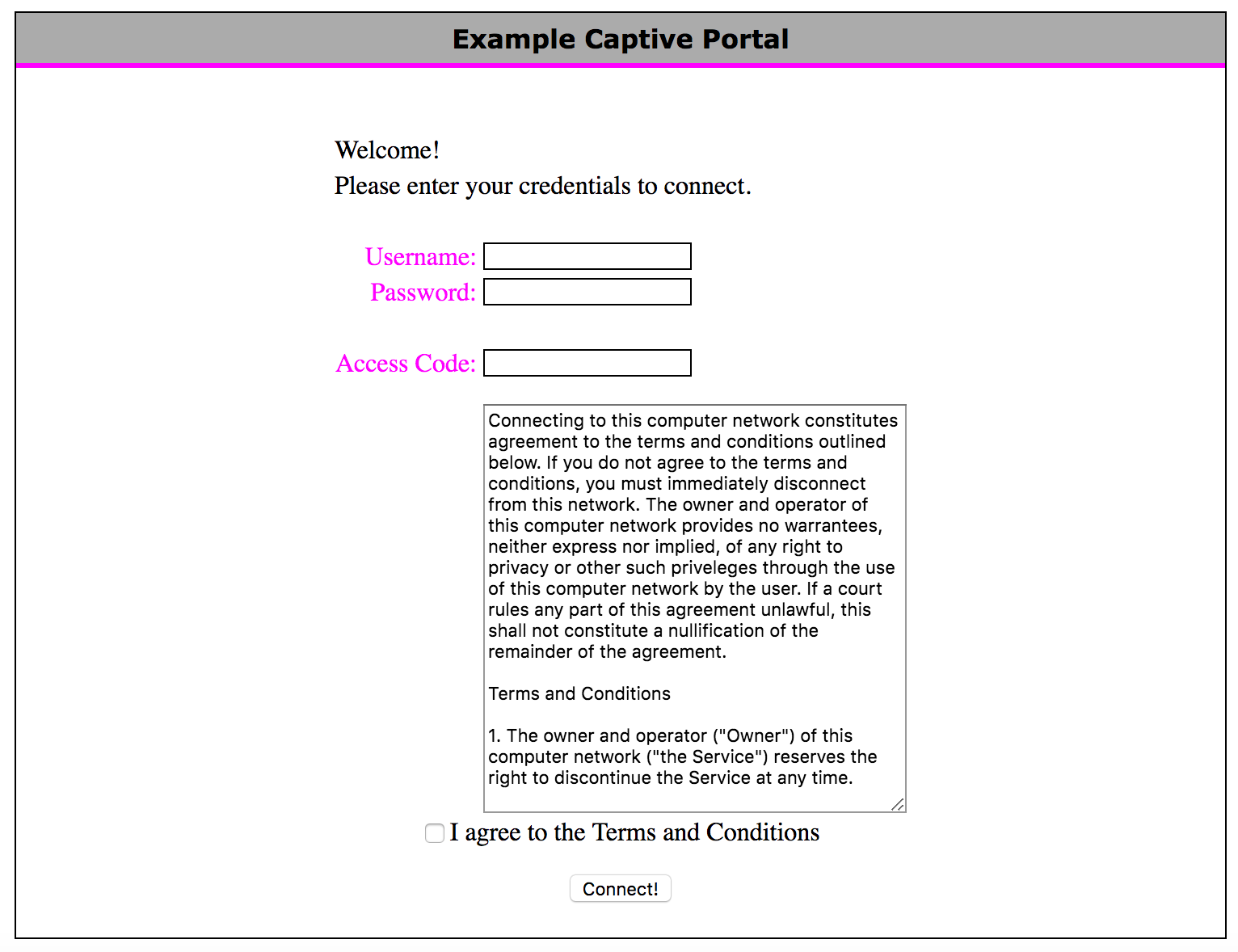
An example of a captive web portal used to log onto a restricted network.

キャプティブポータル （英: captive portal）は、Wi-Fiまたは有線ネットワークに接続した端末でインターネットへのアクセスを試行した時に利用者認証や規約への同意、支払いなどを求める画面へ誘導され、認証完了までインターネット接続を制限または禁止する仕組みである。

## 概要
キャプティブポータルは、商用提供のWi-Fiや公共のフリーWi-Fi、企業のネットワークなどに使用されている認証ページである。
キャプティブポータルはクライアントに提示され、ゲートウェイまたはウェブページをホストするウェブサーバーのいずれかに保存される。ゲートウェイの機能セットに応じて、ウェブサイトまたはTCPポートを許可リストに入れることができるため、ユーザーとキャプティブポータルの対話は不要である。接続されているクライアントのMACアドレスを使用して、指定されたデバイスのログイン手順を迂回することもできる。